# Saison 2014-2015 du CS Constantine
Maillots
Chronologie
Saison précédente Saison suivante
La saison 2014-2015 du Club Sportif Constantinois est la 19e  saison du club en première division du Championnat d'Algérie de football.

## Résultats

### Ligue 1[1]

#### Classement final
| Rang | Équipe           | Pts | J  | G  | N  | P  | Bp | Bc | Diff |
| ---- | ---------------- | --- | -- | -- | -- | -- | -- | -- | ---- |
| 1    | 'ES Sétif'S      | 48  | 30 | 13 | 9  | 8  | 37 | 28 | +9   |
| 2    | MO Béjaïa C      | 47  | 30 | 12 | 11 | 7  | 36 | 23 | +13  |
| 3    | MC Oran          | 44  | 30 | 11 | 11 | 8  | 19 | 19 | 0    |
| 4    | USM El Harrach   | 43  | 30 | 13 | 4  | 13 | 30 | 32 | -2   |
| 5    | CS Constantine   | 42  | 30 | 11 | 9  | 10 | 32 | 31 | +1   |
| 6    | CR Belouizdad    | 42  | 30 | 11 | 9  | 10 | 27 | 34 | -7   |
| 7    | USM Alger T      | 41  | 30 | 10 | 11 | 9  | 35 | 27 | +8   |
| 8    | ASM Oran P       | 41  | 30 | 11 | 8  | 11 | 33 | 37 | -4   |
| 9    | NA Hussein Dey P | 40  | 30 | 10 | 10 | 10 | 23 | 22 | +1   |
| 10   | RC Arbaâ F       | 40  | 30 | 12 | 4  | 14 | 28 | 35 | -7   |
| 11   | MC Alger         | 39  | 30 | 10 | 9  | 11 | 32 | 30 | +2   |
| 12   | JS Kabylie       | 39  | 30 | 11 | 6  | 13 | 33 | 35 | -2   |
| 13   | JS Saoura        | 39  | 30 | 10 | 9  | 11 | 26 | 29 | -3   |
| 14   | MC El Eulma      | 38  | 30 | 11 | 5  | 14 | 40 | 36 | +4   |
| 15   | ASO Chlef        | 36  | 30 | 8  | 12 | 10 | 24 | 28 | -4   |
| 16   | USM Bel-Abbès P  | 33  | 30 | 8  | 9  | 13 | 19 | 28 | -9   |

Le RC Arbaâ devait participer à la Coupe de la confédération 2016 comme étant finaliste de la Coupe d'Algérie 2014-2015 à la place du MO Béjaïa qui participe à la Ligue des champions de la CAF 2016 comme étant vice-champion d'Algérie. Mais le RC Arbaâ a renoncé à la participation car ne disposant pas d'une licence Fifa. Il a été remplacé par le CS Constantine.

#### Classement buteurs[3]
| Noms                 | Buts |
| -------------------- | ---- |
| Hamza Boulemdaïs     | 14   |
| Abdelhak Sameur      | 4    |
| Paulin Voavy         | 3    |
| Antar Boucherit      | 3    |
| Ahmed Messadia       | 2    |
| Abou El Kacem Hadji  | 2    |
| Lucas Rouabah        | 2    |
| Belkacem Remache     | 1    |
| Cheikh Moulaye Ahmed | 1    |

#### Classement passeurs
| Noms               | Buts |
| ------------------ | ---- |
| Paulin Voavy       | 4    |
| Walid Bencherifa   | 4    |
| Belkacem Remache   | 3    |
| Ahmed Messadia     | 3    |
| Abdelhak Sameur    | 2    |
| Abou El Kacem      | 2    |
| Otman Djellilahine | 2    |
| Hamza Boulemdaïs   | 1    |
| Cédric Si Mohammed | 1    |
| Aminou Bouba       | 1    |
| Fouad Allag        | 1    |
| Merouane Anane     | 1    |

### Coupe d'Algérie

#### Classement buteurs
| Noms             | Buts |
| ---------------- | ---- |
| Hamza Boulemdaïs | 1    |
| Toufik Geurabis  | 1    |
| Abdelhak Sameur  | 1    |

#### Classement passeurs
| Noms         | Buts |
| ------------ | ---- |
| Paulin Voavy | 1    |